# Absolutkonvexe Menge
Absolutkonvexe Mengen spielen eine wichtige Rolle in der Theorie der lokalkonvexen Räume, da sie in natürlicher Weise zu Halbnormen führen.

## Definition
Eine Teilmenge {\displaystyle A} eines reellen oder komplexen Vektorraums heißt absolutkonvex, wenn für alle {\displaystyle \lambda ,\mu \in {\mathbb {K} }} mit {\displaystyle |\lambda |+|\mu |\leq 1} und alle {\displaystyle x,y\in A} stets {\displaystyle \lambda x+\mu y\in A} gilt. Damit ist {\displaystyle A} genau dann absolutkonvex, wenn {\displaystyle A} ausgewogen und konvex ist. (Dabei steht {\displaystyle {\mathbb {K} }} für den Körper der reellen oder komplexen Zahlen.)

## Beziehung zu Halbnormen
Ist {\displaystyle U} eine absolutkonvexe Nullumgebung des topologischen Vektorraums {\displaystyle E},
so definiert {\displaystyle p_{U}(x):=\inf \left\{t>0\,\left|\,x\in tU\right.\right\}} eine Halbnorm auf {\displaystyle E}.
Es gilt
{\displaystyle U^{\circ }=\left\{x\in E\,\left|\,p_{U}(x)<1\right.\right\}\subset U\subset \left\{x\in E\,\left|\,p_{U}(x)\leq 1\right.\right\}={\overline {U}}}.
Man nennt {\displaystyle p_{U}} auch das Minkowski-Funktional zu {\displaystyle U}.
Leicht zeigt man, dass jeder lokalkonvexe Vektorraum eine Nullumgebungsbasis aus absolutkonvexen Mengen besitzt. Mit Hilfe der Minkowski-Funktionale kann man die Topologie also auch durch Halbnormen beschreiben. Dies klärt den Zusammenhang zwischen den beiden im Artikel über lokalkonvexe Räume gegebenen Definitionen.

## Absolutkonvexe Hülle
Da Durchschnitte absolutkonvexer Mengen offenbar wieder absolutkonvex sind, ist jede Menge {\displaystyle M} eines reellen oder komplexen Vektorraums in einer kleinsten absolutkonvexen Menge enthalten. Diese nennt man die absolutkonvexe Hülle {\displaystyle \Gamma M} von {\displaystyle M}.
Es gilt {\displaystyle \Gamma M=\left\{\sum _{j=1}^{n}\lambda _{j}x_{j}\,\left|\,\lambda _{j}\in {\mathbb {K} },\,\sum _{j=1}^{n}\left|\lambda _{j}\right|\leq 1,\,x_{j}\in M,\,n\in {\mathbb {N} }\right.\right\}.}

## Quelle
- R. Meise, D. Vogt: Einführung in die Funktionalanalysis, Vieweg, 1992, ISBN 978-3-528-07262-9